# طرح کودتا ۲۰۲۲ در آلمان

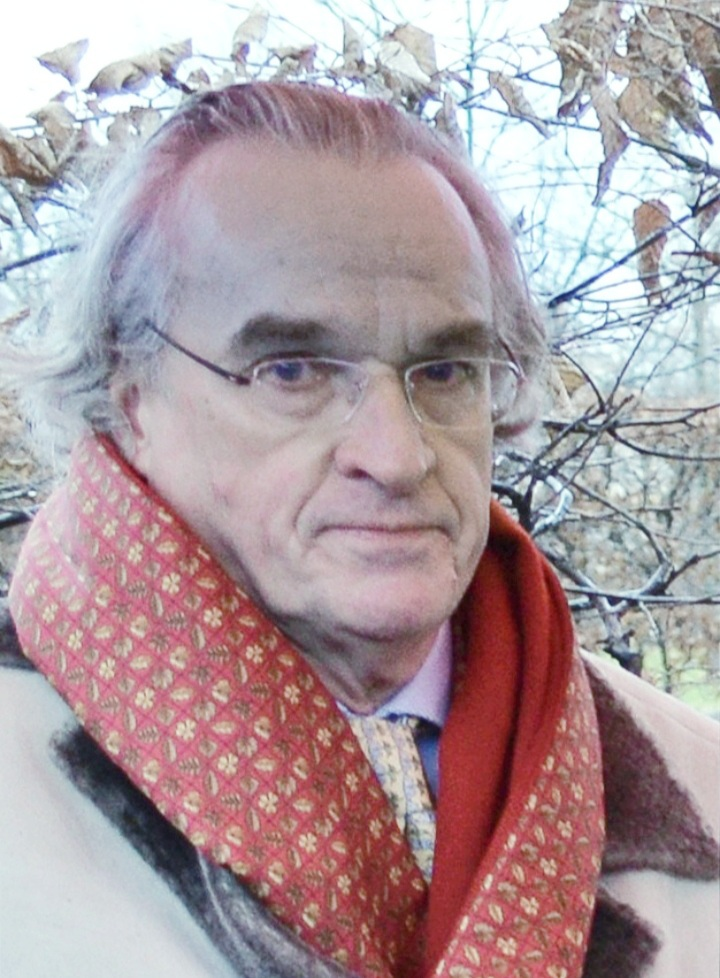
شاهزاده هاینریش سیزدهم

در ۷ دسامبر ۲۰۲۲ گروهی ۲۵ نفره شامل عناصر راست‌افراطی و نظامیان سابق با ایجاد سازمانی قصد حمله به ساختمان مجلس آلمان و سرنگونی دولت و کودتا را داشتند. به حدود ۳۰۰۰ نیروی پلیس آلمان به صورت هماهنگ در چندین ایالت این کشور در این عملیات همکاری کردند که تا کنون به بازداشت ۲۵ عضو یا حامی یک گروه تروریستی راست‌گرا منجر شده‌است، گروهی که با جنبش «شهروندان رایش» در ارتباط هستند. جنبش رایش‌بورگر یا «شهروندان رایش» تحت رهبری فردی ۷۱ ساله با نام «شاهزاده هاینریش سیزدهم»، یک جنبش تندرو کوچک است که به وجاهت قانونی آلمان مدرن پس از جنگ جهانی دوم اعتقاد ندارد. دیمیتری پسکوف، سخنگوی کرملین، هرگونه ارتباط بین این گروه و روسیه را رد و تأکید کرده‌است، این مسئله یک مشکل داخلی آلمان است و ربطی به کرملین ندارد. وارد کردن چنین اتهام‌هایی به روسیه به خاطر حضور یک زن روس بین دستگیرشدگان در حالی است که در این گروه ۲ نفر دیگر نیز وجود داشتند که یکی از آنها اتریشی و دیگری ایتالیایی است.
به گفته دادستان‌ها، این افراد که در سه کشور آلمان، ایتالیا و اتریش دستگیر شدند، متهم به «تدارک مشخص برای یورش به پارلمان آلمان با یک گروه مسلح کوچک» هستند. گفته می‌شود که این گروه متشکل از سربازان سابق بوده و تلاش‌های ویژه‌ای برای افزایش نیرو از پلیس و ارتش انجام داده‌است. دادستان‌ها می‌گویند که بازوی شبه‌نظامی این گروه تا حد دسترسی به سلاح، تمرین تیراندازی و آماده‌سازی برای تشکیل شبه‌نظامیان پیش رفته‌است.